# Freie katholische Kirchen und Gemeinden
Freie katholische Kirchen als Eigenbezeichnung oder autokephale Kleinkirchen sind die Bezeichnungen einiger sogenannter „Vereinskirchen“. Nach dem Kirchenrecht der römisch-katholischen Kirche gelten ihre Bischöfe als Vagantenbischöfe.

## Selbstverständnis
Die freien katholischen Kirchen sehen sich als in der apostolischen Sukzession stehend und berufen durch den Heiligen Geist. Die sich selbst so bezeichnende „freikirchliche katholische Bewegung“ orientiert sich an einem „urkirchlichen Modell“ einer christlichen Gemeinde.
Sich selbst verstehen die freien katholischen Kirchen als in katholischer Tradition lebende, vom Heiligen Stuhl unabhängige Kirchengemeinschaften. Sie lehnen Teile der Lehre der römisch-katholischen Kirche und deren Kirchendisziplin ab, etwa den Papstprimat, die päpstliche Unfehlbarkeit, bestimmte Mariendogmen oder den Zölibat und befürworten die Frauenordination, Zulassung Geschiedener zur Eucharistie und die Wiederheirat. Sie stehen der altkatholischen Kirche der Utrechter Union nahe, ohne ihr anzugehören.

## Organisation, Mitgliederzahl und Finanzierung

### Organisation
Freie katholische Kirchen und Gemeinden als selbstverwaltende Kleinkirchen besitzen schon wegen der geringen Anzahl an Mitgliedern und ihrem zeitlich kurzen Bestand nicht den Status einer Körperschaft des öffentlichen Rechts, sondern sind typischerweise als „Verein(s)kirche“ organisiert, also als Körperschaft privaten Rechtes (sogenannter eingetragener Verein) registriert. Sie arbeiten nach dem Vereinsrecht und erhalten in der Regel die Freistellung als gemeinnützige Institution wegen Förderung der Religion. Jede dieser Kirchen verwaltet sich selbst; einen gemeinsamen übergeordneten Verband oder eine gemeinsame Hauptstelle über allen Kirchen gibt es derzeit (noch) nicht.

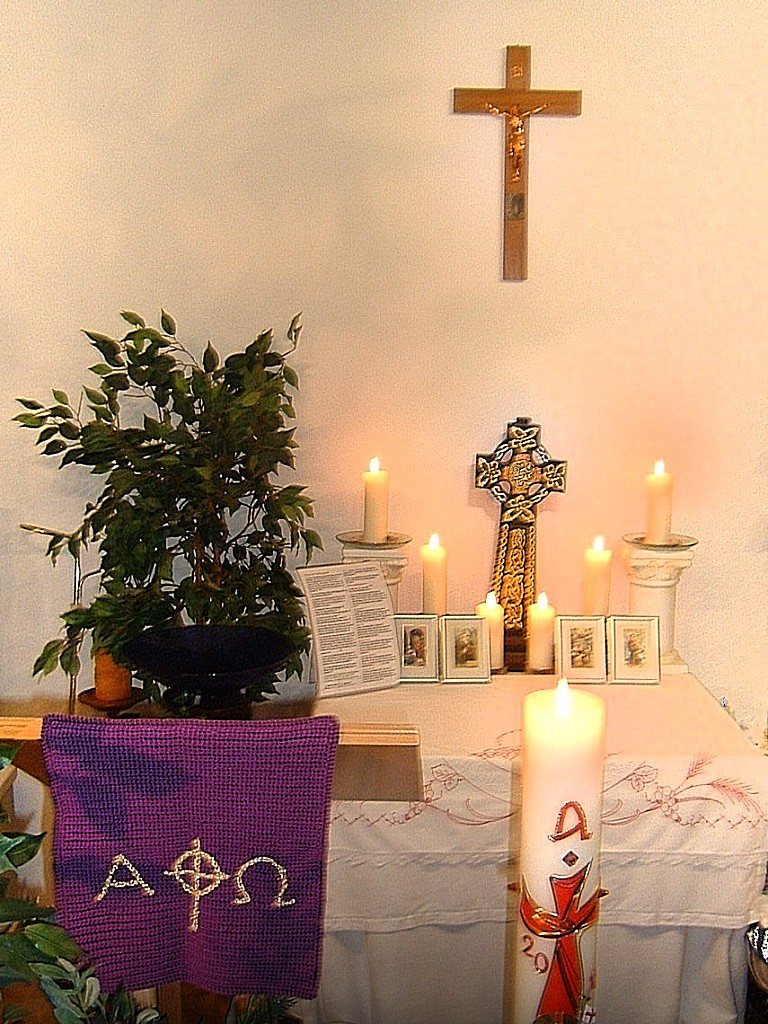
Private Kapelle der keltischen Kirche in Hamm

| Name                                           | Mitglieder in Deutschland                      | Mitglieder weltweit (assoziierte)      |
| ---------------------------------------------- | ---------------------------------------------- | -------------------------------------- |
| Palmarianisch-katholische Kirche               | ca. <100                                       | ca. 10.000 Mitglieder                  |
| Freie katholische Gemeinde                     | ca. 500                                        | ca. 150                                |
| unabhängig-katholische Kirche                  | ca. 400                                        | Gemeinden in Schweiz, Belgien, Serbien |
| Freikatholische Kirche                         | 412                                            | 1739 Kirchen und Gemeinden             |
| Keltische Kirche (Keltisch-katholische Kirche) | ca. 100 (200)                                  | ca. 340                                |
| Neuchristen                                    | 50                                             | 250 weltweit                           |
| Neukatholische Kirche                          | 50                                             |                                        |
| Alt-heilig-katholische Kirche                  | k. A., mehrere Gemeinden                       |                                        |
| Unabhängige katholische Kirche                 | k. A., Gemeinde in Frankfurt                   |                                        |
| Katholisch reformierte Kirche                  | k. A., Gemeinde Neu Isenburg, Wien             |                                        |
| Nationale Katholische Apostolische Kirche      | k. A., Gemeinde in Hannover, Rechtsform: e. V. |                                        |

### Finanzierung
Die freien katholischen Kirchen können aus ihrer Rechtsform heraus keine Kirchensteuer erheben, der Unterhalt wird durch Spenden, Mitgliedsbeiträge, Kirchgeld und Förderung einzelner Personen (der Priester bzw. Gründer) erbracht. Ein anderer Teil ergibt sich aus sonntäglichen Kollekten und (freiwilligen) Sammlungen sowie Kostenerstattungen bei Beerdigungen und Feiern.
Einige Priester der freikatholischen Kirchen finanzierten sich ähnlich wie manche Gemeinden in den Vereinigten Staaten durch das Abhalten sogenannter „freier Trauungen“ bis hin zur Bestattung gegen Entgelt. Diese Praxis ist unter diesen Freikirchen selbst sehr umstritten und wird daher von vielen als Simonie angesehen, da diese Mittel nicht nur kirchlichen Zwecken zugutekommen. Alle Kirchen der freikirchlichen katholischen Bewegung nehmen für kirchliche Dienste üblicherweise keine Bezahlung, etwaige Spenden werden gemeinnützig der jeweiligen Kirche zugeführt.

## Glaube, Gottesdienst und Sakramente
Alle Kirchen bzw. Gemeinden innerhalb der freikirchlichen katholischen Bewegung sind durch einen gemeinsamen katholischen Glauben (apostolisches Glaubensbekenntnis) und gemeinsame Glaubenssätze verbunden, im Einzelnen den Glauben an
- den dreifaltige Gott (Vater, Sohn und heiligen Geist)
- das Wirken Gottes auf Erden
- die Auferstehung und das ewige Leben bzw. Leben nach dem Tode (Eschatologie)
- das Endgericht Gottes und das Fegefeuer
- die Heiligen- und Marienverehrung
- die sieben Sakramente
- die Bibel sowie die Tradition der katholischen Kirche[28] und
- die eine, heilige, apostolische und katholische Kirche, die eine Kirche Christi als Einheit aller Kirchen, als Leib Christi

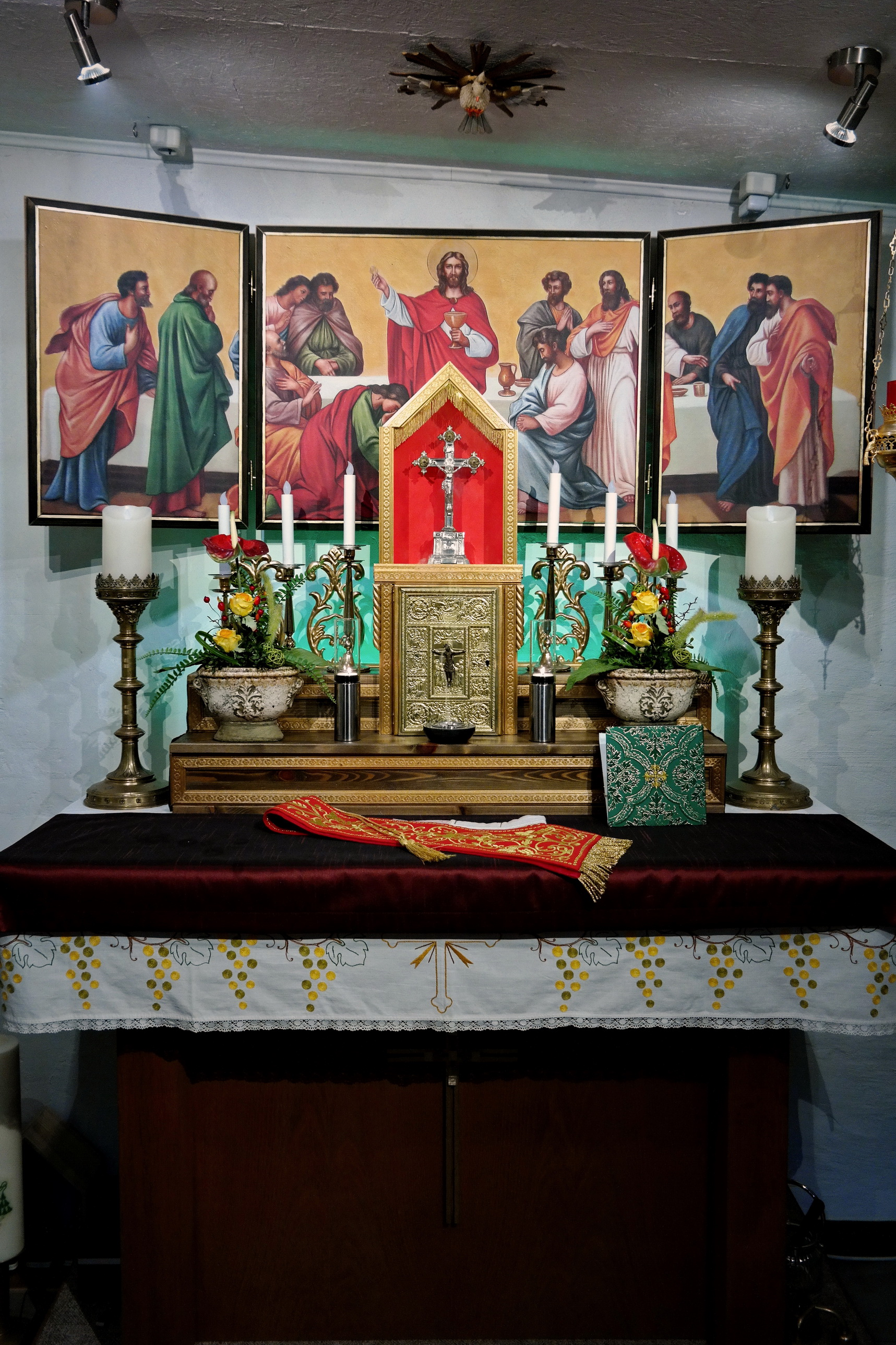
Private Kapelle der Unabhängig-katholischen Kirche in Hövelhof / Kreis Paderborn

### Dogmen und Ökumene
Lehre und Verpflichtungen der Gläubigen der römisch-katholischen Kirche werden übernommen, mit Ausnahme einiger Dogmen, die etwa auch die altkatholische Kirche nicht lehrt, beispielsweise den Primat des Papstes, die päpstliche Unfehlbarkeit und die Aufnahme Mariens in den Himmel.
Darüber hinaus besteht der Wille zur Ökumene, es wird insbesondere auch die ökumenische Charta als verbindendes Dokument anerkannt.

### Gottesdienst
Die Liturgie und die Spendung der Sakramente erfolgen in zum Teil enger Anlehnung an die ordentliche Form des römischen Ritus (NKK). Die außerordentliche Form des römischen Ritus wird bei einigen Kirchen (KKD, FKGD, UKK und den Palmarianern) in abgewandelter Form als Alternative praktiziert. Zur Liturgie gehören die sonntägliche Heilige Messe sowie Wortgottesdienste und Andachten, für Hoch- oder Heiligenfeste gibt es Propriumstexte. Die Liturgiesprache ist üblicherweise deutsch, Gloria Patri wird gelegentlich lateinisch und Kyrie eleison griechisch gesprochen.

### Die Sakramente
In den freien katholischen Kirchen und Gemeinden werden sieben Sakramente gespendet:
- Taufe (auch bei Erwachsenen)
- Versöhnung mit Gott (Buße/Beichte), auch als Gemeinschaftsbeichte
- Firmung bzw. Konfirmation (im Sinne der Regelung der altkatholischen Kirche)
- Eucharistiefeier (auch als ökumenische Feier mit evangelischer Beteiligung und Krankenkommunion)
- Hochzeit/Trauung (auch für geschiedene Partner, bis zu dreimal bei Wiederheirat)
- Krankensalbung
- Weihe

Diese Sakramente werden in der Regel nach dem Rituale Romanum von Priestern gespendet. Die Spendung einiger Sakramente ist den Bischöfen vorbehalten.

### Sakramentalien, zusätzliche kirchliche Dienste
Zu den sieben Sakramenten bieten die freien katholische Kirchen zusätzlich folgende Feiern, Segen und Sakramentalien oder eigene Liturgien an, darüber hinaus auch diakonische Dienste:
- Segensfeiern oder Fürbitten zur Verpartnerung (z. B. bei gleichgeschlechtlichen Paaren)
- Hochzeit/Trauung (als Wiederheirat auch bei ordentlich geschiedenen Paaren bzw. vorab mit Dispens aufgelöster/als ungültig erklärter Trauung)
- Segensfeiern bei Verlobung
- andere Segen wie Haussegen, Kindersegnungen
- Beerdigung, Begleitung und Seelsorge in der Trauer bei Menschen, die keiner Großkirche angehören[33]
- Hilfen in Notfällen, bei Amtsgängen, in schwierigen Lebenslagen, bei Familienproblemen, psychosoziale Notfallseelsorge[34][35]

## Klerus und Laien, Weihegrade und Titel

### Kleriker
In den freien katholischen Kirchen und Gemeinden werden Diakone, Subdiakone, Priester und Bischöfe durch Handauflegung und Gebet geweiht, vereinzelt nach dem orthodoxen Ritus. Als klassische Eingangsstufe der Priesterausbildung erfolgt im Rahmen eines Ritus die Tonsur als Zeichen der Berufung in den Klerikerstand.
Die Priester der jeweiligen Kirche leiten vor Ort den Seelsorgebereich ihrer jeweiligen Kirche und betreuen diese unabhängig voneinander, sie werden von der jeweiligen zugehörigen Gemeinde gewählt und in der Kirche öffentlich ordiniert. Kleriker unterliegen keinem bzw. einem freiwilligen Zölibat. Diakone übernehmen die klassischen Aufgaben der Taufe, des Altardienstes, als Evangelist, in der Betreuung von Kranken und bei Wortgottesdiensten. Sie leiten vor Ort den Seelsorgebereich ihrer jeweiligen Kirche und betreuen diese unabhängig voneinander, sie werden von der jeweiligen Kirche ordiniert. Sie haben – bis auf die Weihe – in der Regel die Vollmacht auf Erteilung aller Sakramente und leiten die Messe und die jeweilige übergebene Gemeinde im zugeteilten Gebiet. Die Bischöfe (Episkopat) haben in der Regel eine Leitungs- und Organisationsfunktion: Sie leiten innerhalb ihrer zugeteilten Gebiete die Kirche, setzen Bischöfe, Priester und Diakone ein, erstellen Regeln und legen diese (und Lehrinhalte) aus.

### Ausbildung der Priester
In den freien katholischen Kirchen oder Gemeinden ist es möglich, ohne Abitur oder Vollzeitstudium der Theologie Priester zu werden, jedoch gibt es auch dort Vorgaben und Zulassungsbedingungen:
- Der Bewerber muss Mitglied in einer freien katholischen Kirche oder Gemeinde sein.
- Der Bewerber darf nicht gleichzeitig Mitglied einer anderen Kirche sein.
- Der Bewerber muss willens sein, sich fortbilden zu lassen, sich Zeit zu nehmen und Fleiß zu zeigen.
- Es dürfen keine Vorstrafen vorhanden sein (Führungszeugnis oder Leumund).
- Der Bewerber muss über einen ordentlichen Schulabschluss verfügen.
- Eine Anwartschaftszeit von einem halben bis zu einem Jahr ist stets zu absolvieren.

Der Bewerber durchläuft eine Ausbildung bei einem kooperierenden Institut bzw. einer Schule, einer Bibelschule oder einem begleiteten Selbststudium durch ausgewählte, meist freie und kostenlose Literatur. Fremde oder Fernstudiengänge werden zumeist durch interne Schulungen ergänzt. Die Dauer beträgt von einem bis zu drei Jahren oder länger, je nach Kirchengemeinschaft.
Eingeführt wurde von einigen Kirchen auch eine Anwartschaftszeit bzw. Zugehörigkeitsdauer zur Kirche zwischen einem halben und einem Jahr vor Beginn einer Ausbildung. Einige Kirchen verständigen sich untereinander über geeignete Interessenten und Kandidaten. Manche Vereinigungen bieten auch einen Präsenzunterricht an oder setzen diesen voraus.

### Missbrauch von Titeln und Amtstracht
Es gab verschiedentlich gerichtliche Auseinandersetzungen über den Missbrauch von Titeln und Amtstracht der römisch-katholischen Kirche. Das Führen von Amtsbezeichnungen, die denen der Amtskirchen zum Verwechseln ähnlich sind (etwa „Erzbischof“), ist in Deutschland verboten. Angehörige freikatholischer Kirchen versuchten verschiedentlich den Eindruck zu erwecken, sie seien römisch-katholische Priester, was von den betroffenen Diözesen zurückgewiesen werden musste. Andererseits werden sie von der römisch-katholischen Kirche zu den "Vagantenbischöfen" gezählt, was laut altkatholischer Definition nicht korrekt wäre.

## Typisierung und Entwicklungen

### Grundrichtungen
Die Kirchen der freikirchlichen katholischen Bewegung lassen sich in Reformkirchen und traditionelle Kirchen unterscheiden.
- Bei den Reformkirchen überwiegen die Unterschiede zur römisch-katholischen Kirche, sie sind sehr zahlreich und zum Teil fundamental. Sie sind somit zu einer eigenständigen katholischen bzw. angenäherten reformatorischen Form geworden.[44]
- Bei den traditionellen „freien katholischen Kirchen“ überwiegt das Bestreben nach einer idealistischen katholischen Kirchenform. Sie versuchen, eine Anlaufstelle für jene zu bieten, die der konventionellen Kirche den Rücken kehren.

### Anforderungen an Transparenz
Die frühere Praxis, ungeprüft jedem die Weihen zu spenden, den ein Bischof einer freien Kirche als würdig hierfür erachtet, wird inzwischen kritisch gesehen. Ausbildung oder Studium eines Kandidaten für das Priesteramt haben heute einen hohen Stellenwert. Einige der freien katholischen Kirchen formulierten Zugangskriterien zu den Weiheämtern und erwarten die feste Zugehörigkeit zu einer Kirche mit einer wenigstens kleinen Gemeinde, zumindest ein freies Studium der praktischen und theoretischen Theologie, der Bibel und der Kirchengeschichte, um die Mindestanforderungen an ein Priesteramt zu erfüllen.
Eine anschließende Weihe gemäß altkatholischer Regelung ist durch einen gültig geweihten Bischof einer Kirche, der in der apostolischen Sukzession steht, zu vollziehen; dabei muss das Dekret verlesen werden. Es werden des Weiteren heute offengelegte und klare Regelungen gefordert, die Interessenten und andere Kirchen in die Lage versetzen, sich über die betreffenden Kirchen und Sakramente sowie deren Erteilung umfassend zu informieren. Wegweisende Reformer bzw. erste Kirchenoberhäupter, die diese Regelungen umsetzten, waren die Bischöfe Michael Schatta, Karl-Michael Soemer und Karl Uwe Eckert.

## Zusammenschluss und Verband
Heutzutage besteht der Wille zur Ökumene, zum Beispiel in der Arbeitsgemeinschaft Christlicher Kirchen in Deutschland, und zum Zusammenschluss verschiedener freier katholischer Kirchen. So begann der Weg und Wille zu einer ökumenischen Gemeinschaft zwischen der katholischen bzw. altkatholischen/evangelischen Kirche und jener Bewegung erst ab 2015. 2016 wurde die Einberufung einer Synode und Gründung eines zukünftigen Verbandes bzw. Verbund vorbereitet mit dem Ziel der Koordination, Verständigungen und Austausch der beteiligten Kirchen. Dieser Dachverband wurde 2017 als Freikirchliche-katholische Bewegung begründet und steht jeder ökumenisch ausgerichteten freien katholischen Kirche oder Gemeinde offen.

## Missionsarbeit
Freie katholische Kirchen und Gemeinden begannen, auch in anderen Ländern Missionsarbeit zu leisten, etwa
- Afrika (Kamerun, Kongo, Uganda)[48][49]
- Indien[50]
- Vereinigte Staaten, Barbados[51]
- Schweiz, Belgien, Serbien
- Österreich
- Spanien
- Schottland, Australien[52]
- Rumänien, Russland, Belarus, Estland, Ukraine, Kasachstan[53]

## Liste freier katholischer Kirchen und Gemeinden
- Freie Katholische Gemeinde Deutschland e. V.[54] (Duisburg)
- Freikatholische Kirche (München)
- Unabhängig-Katholische Kirche e. V.[55] (Hövelhof/Paderborn), aufgegangen als Gemeinschaft St. Nikolaus im Katholischen Bruderbund[56]
- Keltische Kirche Deutschland e. V. (Keltisch-katholische Kirche)[57] (Hamm/NRW)
- Alt-Heilig-Katholische Kirche (St.-Paulus-Gemeinde Köln)[58] (Köln)
- Neuchristen (Oberriet, Schweiz)[59]
- Neukatholische Kirche (Nürnberg)
- Palmarianisch-katholische Kirche (Koblenz)[60]
- Unabhängige katholische Kirche (Frankfurt am Main)[61]
- Katholisch-reformierte Kirche (Wien)[62]
- Katholisch-Apostolische Kirche Europas (Kaarst)[63]